# Řeka svatého Vavřince
Řeka svatého Vavřince, též řeka Svatého Vavřince (anglicky Saint Lawrence River, francouzsky fleuve Saint-Laurent, mohawsky Kaniatarowanenneh), je řeka v Severní Americe, která zajišťuje odtok z Velkých jezer do Atlantského oceánu. Částečně tvoří hranici mezi Kanadou (provincie Ontario) a USA (stát New York) a pokračuje kanadskou provincií Québec. Vlastní řeka svatého Vavřince je přibližně 1200 km dlouhá (od odtoku z jezera Ontario k ústí do zálivu svatého Vavřince). Délka celé říční soustavy od pramenů řeky Saint Louis (přítok Hořejšího jezera) v Minnesotě je 3350 km. Povodí má rozlohu 1 269 000 km².

## Průběh toku
Na horním toku (od jezera Ontario k městu Cornwall) tvoří hranici mezi Kanadou a USA a níže protéká zcela po území Kanady. Dolina řeky se rozkládá v rozsáhlé tektonické propadlině na styku Kanadského štítu a Appalačských hor. Mezi městy Prescott a Montréal řeka protíná úzký výběžek štítu. Úsek s peřejemi s převýšením necelých 70 m je dlouhý 175 km. K jeho obeplutí byly postaveny kanály. Pod městem Québec řeka vytváří estuár dlouhý 400 km a široký až 50 km, který se otevírá do Zálivu svatého Vavřince. Břehy zálivu jsou vysoké a srázné. Na úrovni západního okraje ostrova Anticosti je řeka široká už 125 km. Zde také přechází ve vlastní Záliv svatého Vavřince.

### Přítoky
Větší přítoky jsou Ottawa, Saint-Maurice a Saguenay zleva a Richelieu zprava. Zprava se připojuje průplav od řeky Hudson (USA).

## Vodní stav
Zdroj vody je smíšený (sníh a déšť). Průměrný průtok vody je u jezera Ontario 6 750 m³/s a pod ústím Ottawy 7 800 m³/s. Led je na řece od prosince do dubna. Estuár nezamrzá a lodní doprava na něm je přerušena jen během jarního tání. Mořský příliv dosahuje až k městu Trois-Rivières. U Québecu dosahuje 5,5 m.

## Využití
Spolu s Velkými jezery je důležitou součástí vodní cesty spojující vnitrozemí obou států s Atlantským oceánem. Na úseku mezi Montrealem a jezerem Ontario byla (kromě obchvatných kanálů) vytvořena kaskáda hydrouzlů s vodními nádržemi. Největší jsou hydroelektrárna svatého Vavřince na hranicích Kanady a USA a hydroelektrárny Boarnua a Robert-Sanders v Kanadě. Největší města přístavy na řece jsou Kingston, Cornwall, Montréal, Sorel, Trois-Rivières a Québec.